# Команчи (окръг, Канзас)
Вижте пояснителната страница за други значения на Команчи.
Окръг Команчи (на английски: Comanche County) е окръг в щата Канзас, Съединени американски щати. Площта му е 2046 km², а населението - 1884 души. Административен център е град Колдуотър.